# Tobias Kascha

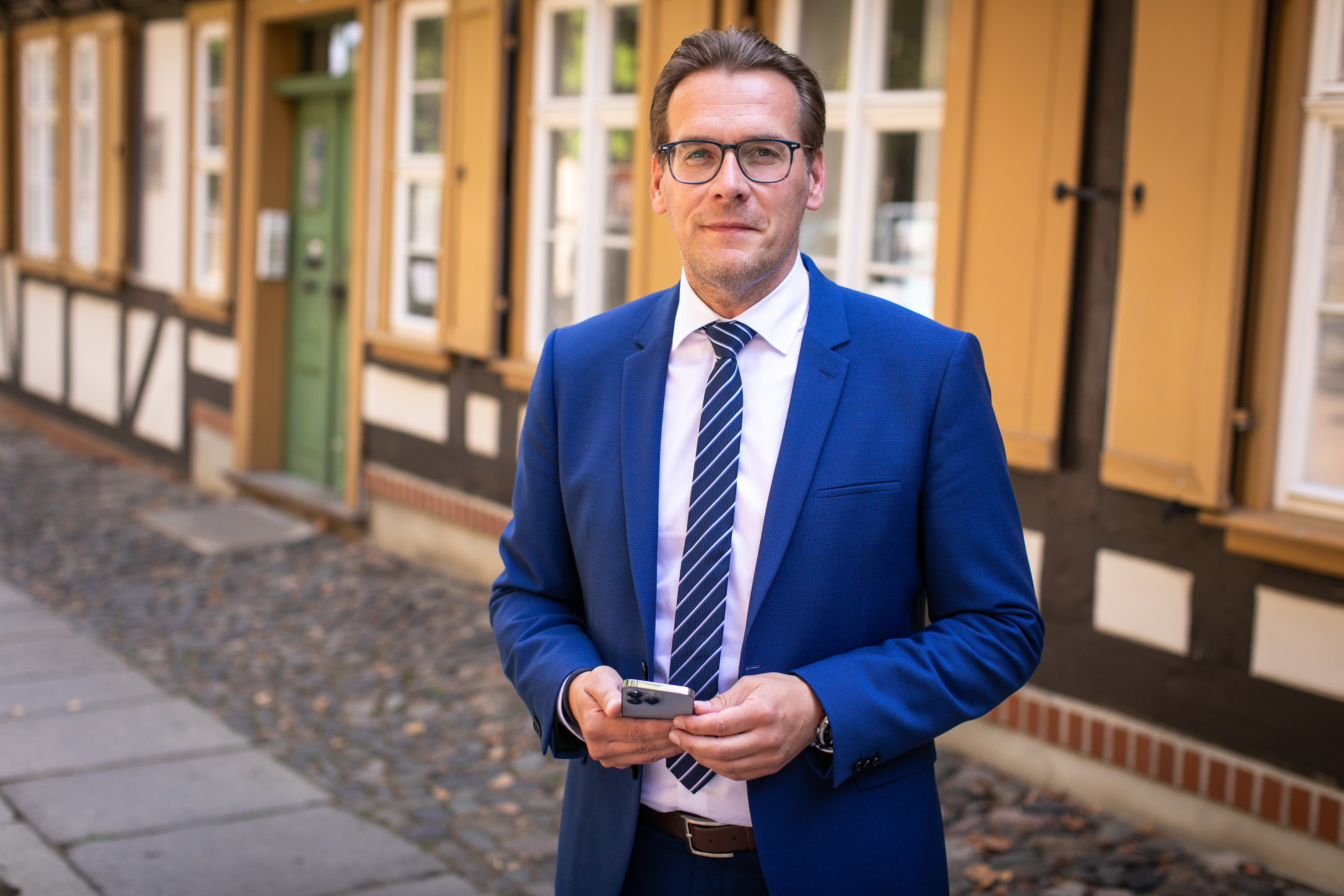
Tobias Kascha (2022)

Tobias Kascha (* 1980 in Wernigerode) ist ein deutscher Politiker (SPD). Seit 1. August 2022 ist er Oberbürgermeister der Stadt Wernigerode in Sachsen-Anhalt.

## Leben und Wirken

### Ausbildung und Beruf
Nach dem Abitur am Gymnasium schlug er eine Ausbildung zum Kaufmann im Eisenbahn- und Straßenverkehr ein und absolvierte zusätzlich ein Fernstudium zum Tourismusfachwirt. Auf dem Gebiet des Tourismus war er u. a. als Produkt- und Eventmanager bei der Harzer Schmalspurbahnen GmbH tätig. Im Jahr 2017 wurde er Leiter des Büros des Wernigeröder Oberbürgermeisters Peter Gaffert. Von 2019 bis zur Wahl zum Oberbürgermeister der Stadt Wernigerode leitete Tobias Kascha das Stadtbetriebsamt.

### Politik
Kascha ist seit 2010 Mitglied des SPD-Ortsvereins Wernigerode, wurde 2014 in den Stadtrat von Wernigerode und später in den Kreistag des Landkreises Harz gewählt. Bei der Landtagswahl 2016 in Sachsen-Anhalt kandidierte er im Wahlkreis 16 gegen die letztendlich erfolgreiche Angela Gorr (CDU). Er war Vorsitzender der SPD Harz von 2015 bis 2021.
Am 24. April 2022 gewann er mit 54,66 % die Stichwahl zum Oberbürgermeister von Wernigerode und übernahm zum 1. August 2022 das Amt vom bisherigen parteilosen Oberbürgermeister Peter Gaffert.